# Luis Alberto Huamán Camayo
Luis Alberto Huamán Camayo,  O.M.I. (Tarma, 5 de fevereiro de 1970) é um religioso católico peruano, nomeado arcebispo de Huancayo, Peru.

## Vida
Luis Alberto Huamán Camayo inicialmente estudou engenharia na Pontifícia Universidade Católica do Peru, em Lima 1988-1991 antes de ingressar na Missionários Oblatos de Maria Imaculada. De 1994 a 1995 estudou Filosofia na Facultad de Teologia Pontificia y Civil em Lima e em 1997 na Universidad Mayor de San Simón em Cochabamba e de 1998 a 2001 em Teologia Católica na Pontifícia Universidade Gregoriana de Roma. Huamán Camayo fez a profissão temporária em 1997 e a profissão perpétua em 7 de janeiro de 2001 em Roma. Ele recebeu o Tarma em 6 de outubro daquele ano, o sacramento da Ordem.
De 2001 a 2003, Luis Alberto Huamán Camayo trabalhou como vigário paroquial na paróquia de Cristo Rei, em Pueblo Nuevo, e como professor na escola de Santa Teresita del Niño Jesús, em Chincha Alta, na diocese de Ica. Em 2004, concluiu um curso para formadores em escolas e seminários em Cochabamba, Bolívia. Posteriormente, tornou-se superior do escolasticado internacional BOLPER, também em Cochabamba, e professor do Institut Interreligiosa de Nazaret.
Além disso trabalhou, de 2004 a 2005 como vigário paroquial da paróquia de San Eugenio, em Villa Pagador, e de 2006 a 2007, como capelão penitenciário em Cochabamba. Também obteve graduação em teologia espiritual pela Universidad Católica Boliviana San Pablo, em 2006. De 2008 a 2010, foi economista da delegação peruana dos Oblatos da Virgem Maria Imaculada e, de 2009 a 2013, pároco da paróquia Nuestra Señora de la Paz em Comas, na diocese de Carabayllo. Em 2014, tornou-se superior provincial da delegação peruana de sua comunidade religiosa. É membro do Conselho Geral para a América Latina e o Caribe dos Oblatos da Virgem Maria Imaculada, em Roma.
Em 21 de maio de 2021, o Papa Francisco o nomeou titular da Tepelta e bispo auxiliar em Huancayo.
Em 12 de fevereiro de 2024, o Papa Francisco o elevou a dignidade de arcebispo de Huancayo.